# Галілеєві супутники

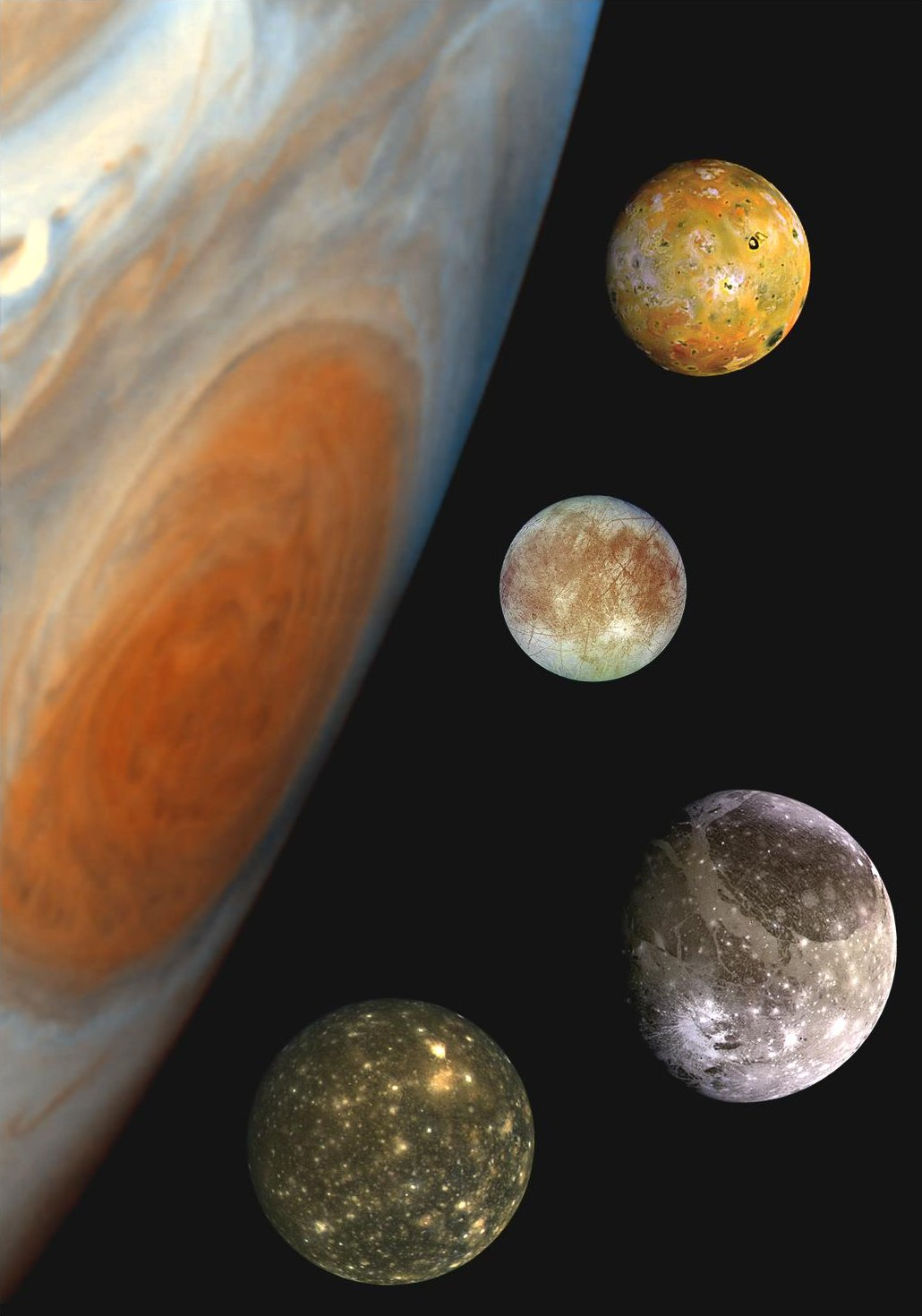
Чотири Галілеєві супутники в порівнянні за розміром із Юпітером. Розташовані зверху вниз: Іо, Європа, Ганімед та Каллісто.

Галілеєві супутники — це 4 найбільші супутники Юпітера: Іо, Європа, Ганімед та Каллісто (у порядку віддаленості від Юпітера), які були відкриті Галілео Галілеєм у січні 1610 року. Супутники входять до числа найбільших супутників Сонячної системи і є більшими за всі карликові планети; Ганімед, найбільший супутник Сонячної системи, на 8 % перевищує за розміром навіть планету Меркурій (але більше ніж удвічі поступається їй за масою). Доступні для спостереження в невеликий телескоп.

## Відкриття
Супутники були відкриті Галілео Галілеєм 7 січня 1610 року (перше спостереження) за допомогою сконструйованого ним телескопа, першого у світі. Того дня Галілео відкрив лише три супутники. У період з 8 січня по 2 березня того ж року він продовжував спостереження і відкрив четвертий супутник. На відкриття супутників претендував також німецький астроном Симон Маріус, який спостерігав їх у 1609 році, проте вчасно не опублікував дані про це. Є також деякі підстави вважати, що супутники Юпітера були відомі астрономам інків.
Назви галілеєвих супутників запропонував Симон Маріус у 1614 році, проте протягом довгого часу вони практично не використовувались. Галілей назвав чотири відкриті їм супутника «планетами Медічі» (на честь чотирьох братів Медічі) та присвоїв їм порядкові номери. Лише з середини XX століття звичні нам назви стали загальновживаними. Галілеєві супутники названі на честь персонажів давньогрецької міфології — коханок Зевса (Ганімед — коханець). Маріус дав такі назви, оскільки Юпітер — аналог Зевса в римському пантеоні.

## Орбіти

Три внутрішні Галілеєві супутники, які обертаються у резонансі 4:2:1.

Систему Юпітера інколи називають «Сонячною системою у мініатюрі». Ганімед переважає за розміром планету Меркурій. На Європі існує рідкий океан та може існувати життя. На Іо вирують потужні вулкани. Іо, Європа і Ганімед перебувають в орбітальному резонансі — їх орбітальні періоди відносяться як 1:2:4.
Для галілеєвих супутників характерна закономірність: що далі супутник розташований від Юпітера, то нижча його середня густина і то більше на ньому води (у твердому або рідкому станах). Одна з гіпотез пояснює це тим, що в ранні епохи еволюції Сонячної системи Юпітер був набагато гарячіший, і леткі сполуки (зокрема водяна пара) руйнувались в областях, близьких до планети.

## Характеристики супутників

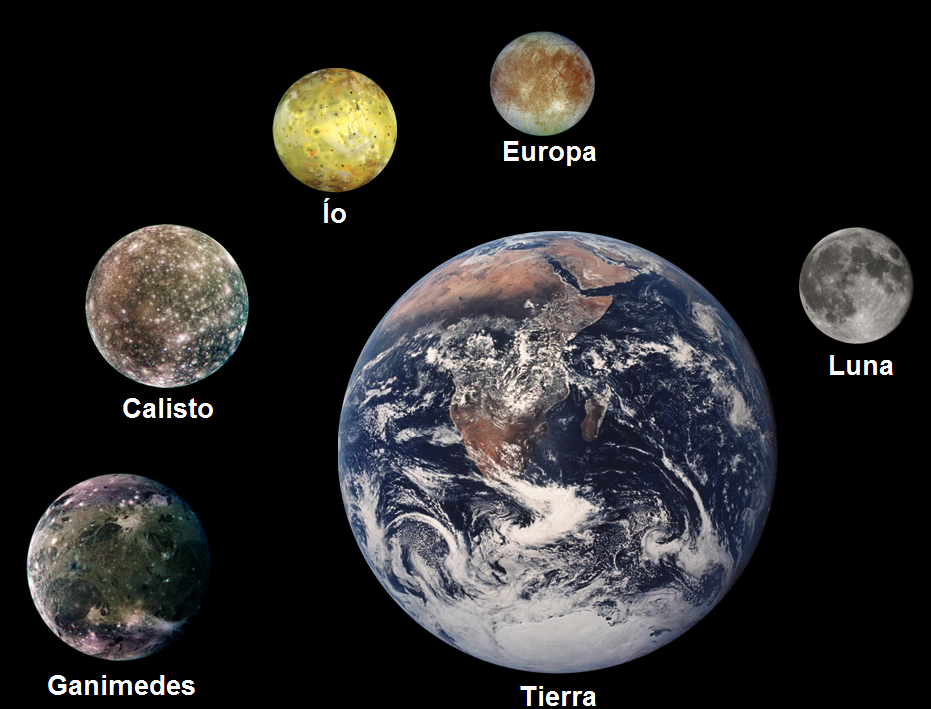
Порівняння з Землею та Місяцем.

| Назва                 | Зображення | Внутрішня структура | Діаметр (км)             | Маса (кг)            | Щільність (г/см³) | Велика піввісь (км) | Орбітальний період (дні) | Нахил орбіти (°) | Ексцентриситет |
| --------------------- | ---------- | ------------------- | ------------------------ | -------------------- | ----------------- | ------------------- | ------------------------ | ---------------- | -------------- |
| Іо (Jupiter I)        |            |                     | 3660,0 × 3637,4 × 3630,6 | 8,93 × 1022 121 % m☾ | 3,528             | 421 800             | 1,769 (1)                | 0,050            | 0,0041         |
| Європа (Jupiter II)   |            |                     | 3121,6                   | 4,8 × 1022 64 % m☾   | 3,014             | 671 100             | 3,551 (2)                | 0,471            | 0,0094         |
| Ганімед (Jupiter III) |            |                     | 5262,4                   | 1,48 × 1023 205 % m☾ | 1,942             | 1 070 400           | 7,155 (4)                | 0,204            | 0,0011         |
| Каллісто (Jupiter IV) |            |                     | 4820,6                   | 1,08 × 1023 146 % m☾ | 1,834             | 1 882 700           | 16,69 (9,4)              | 0,205            | 0,0074         |

## Видимість Галілеєвих супутників
Яскравість Галілеєвих супутників перевищує яскравість найтьмяніших зір, які ще можна розгледіти неозброєним оком (їхні видимі зоряні величини перебувають у межах 4,5—5,5), однак близькість до дуже яскравого Юпітера заважає прямому спостереженню. Натомість їх добре видно в невеликі аматорські телескопи та навіть біноклі. Сфотографувати супутники можна, використовуючи широко розповсюджені цифрові камери та телеоб'єктиви.

## Дослідження за допомогою космічних апаратів

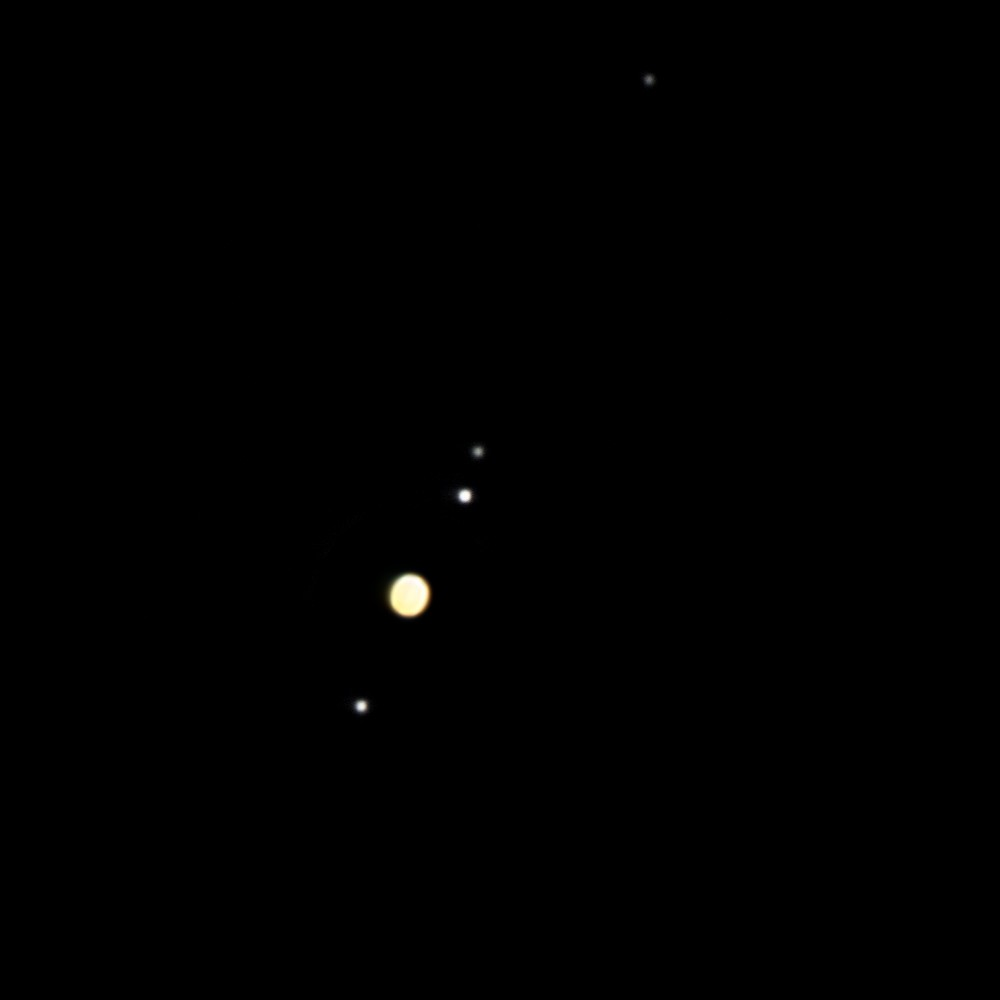
Зображення зроблене за допомогою цифрової дзеркальної камери з об'єктивом з фокусною відстанню 250 мм. Яскравість супутників штучно збільшена задля кращої видимості. Знизу зліва догори направо: Іо, Юпітер, Ганімед, Європа, Каллісто.

Основні відомості про галілеєві супутники були отримані в результаті прольоту повз Юпітер космічних апаратів «Вояджер-1» і «Вояджер-2» в 1979 році, роботи апарата «Галілео» в 1995—2003 роках і досліджень за допомогою телескопа Габбл.